# Tramitichromis
Tramitichromis: (Lat.: „trames“ = Querweg + Chromis (Gattung von Riffbarschen, in der früher auch Buntbarsche beschrieben wurden)) ist eine Gattung afrikanischer Buntbarsche (Cichlidae). Sie kommt endemisch im Malawisee in Ostafrika vor.

## Merkmale
Tramitichromis-Arten erreichen Körperlängen von 14 bis 17,5 cm. Das unterhalb der oberflächigen Färbung der verschiedenen Arten gelegene Melaninmuster, das oft zur Diagnose der Buntbarschgattung des Malawisees herangezogen wird, ist unterschiedlich und kann aus einem schrägen dunklen Diagagonalstreifen, Fleckenreihen oder drei einzelnen Flecken auf den Körperseiten bestehen. Als diagnostisches Merkmal der Gattung wird stattdessen der ungewöhnlich geformte untere Schlundknochen (Pharyngealia) angegeben. Er hat einen mehr oder weniger steil angewinkelten vorderen Abschnitt und bei einigen der Arten (aber nicht bei T. intermedius) einen verbreiterten vorderen zahntragenden Teil.

## Lebensweise
Tramitichromis-Arten leben über bewachsenen Sandböden und ernähren sich von weichen Wirbellosen. Der portionsweise aufgenommene Sand wird durchgekaut und kleine, darin befindliche Wirbellose wie Insektenlarven oder Weichtiere werden mit den Kiemenrechen herausgefiltert und gefressen. Wie die meisten Buntbarsche des Malawisees sind alle Tramitichromis-Arten oviphile Maulbrüter.

## Arten
- Tramitichromis brevis (Boulenger, 1908) (Typusart)
- Tramitichromis intermedius (Trewavas, 1935)
- Tramitichromis lituris (Trewavas, 1931)
- Tramitichromis trilineatus (Trewavas, 1931)
- Tramitichromis variabilis (Trewavas, 1931)